# Toxteth
Toxteth – dzielnica w Liverpoolu, w Anglii, w Merseyside, w dystrykcie Liverpool. Toxteth jest wspomniana w Domesday Book (1086) jako Stochestede.
Na cmentarzu Toxteth Park pochowany jest m.in. Roch Rupniewski – powstaniec listopadowy, belwederczyk, współzałożyciel Gromady Ludu Polskiego Grudziąż w Portsmouth.